# Acer mayrii
Acer mayrii é uma espécie de árvore do gênero Acer, pertencente à família Aceraceae.